# Гренландский тюлень
Гренландский тюлень, или лысун (лат. Pagophilus groenlandicus), — распространённый в Арктике вид морских млекопитающих семейства настоящих тюленей (Phocidae) из парвотряда ластоногих (Pinnipedia).
Детёныш гренландского тюленя называется «белёк» (зеленец).

## Особенности

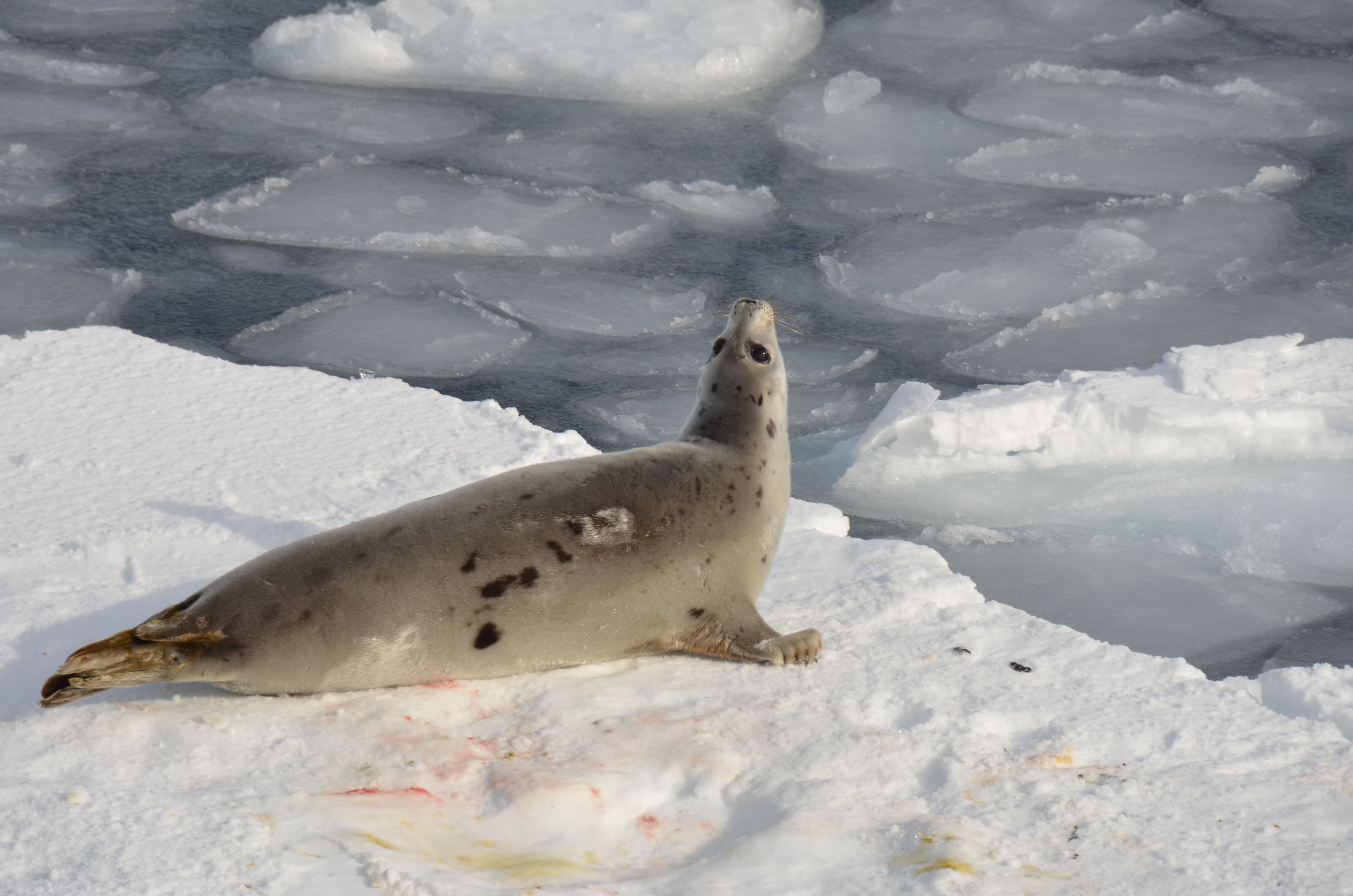
Взрослая особь

Проживают в арктических водах. Самцы гренландского тюленя имеют характерную окраску, и их легко отличить от других видов тюленей. У них серебристо-серая шерсть, чёрная голова и чёрная подковообразная линия, тянущаяся от плеч по обоим бокам. Из-за её формы, напоминающей арфу, в английском языке этот вид называется harp seal. У самок похожий узор, однако несколько бледнее и иногда распадающийся на пятна. Длина гренландских тюленей составляет от 170 до 180 см, а масса — от 120 до 140 кг.

## Распространение
Гренландские тюлени встречаются в Северном Ледовитом океане. Существуют три отделённые друг от друга популяции:
- в Белом море, вне брачного периода в Баренцевом и Карском морях;
- у побережья Лабрадора и Ньюфаундленда, а также в заливе Святого Лаврентия, вне брачного периода также у всех атлантических побережий Канады и Гренландии;
- к северу от Ян-Майена, вне брачного периода на берегах Шпицбергена и восточной Гренландии.

## Поведение

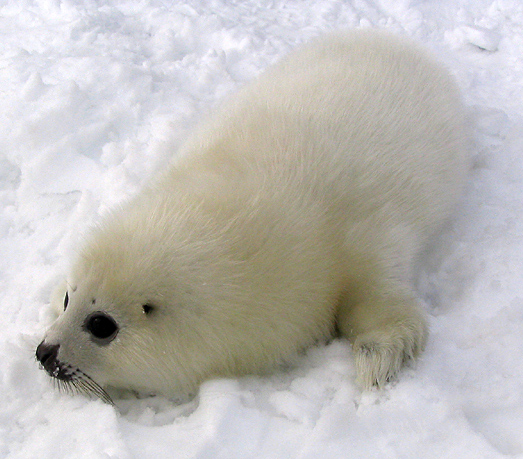
Белёк — детёныш гренландского тюленя

В рацион гренландского тюленя входят рыба, ракообразные, другие беспозвоночные. Охотясь на них, тюлени ныряют на глубину до 200 м. Гренландские тюлени — отличные пловцы и могут преодолевать сотни километров вплавь. Они не пьют солёную воду, а их глотка устроена так, что даже в процессе заглатывания пищи под водой мышцы препятствуют проникновению солёной воды в желудок. Всю необходимую им жидкость гренландские тюлени получают вместе с рыбой, которую едят. Они также могут пить пресную воду из луж, образующихся на льду во время его таяния, и поедать снег. В период летнего нагула тюлени предпочитают открытые воды или редкие льдины.
В брачный период с января по февраль гренландские тюлени собираются на льду, где и производят на свет потомство. Они сбиваются в колонии, в которых может состоять до десяти тысяч особей. Самцы борются при помощи клыков и ласт за право спариваться с самками. Спаривание проходит на льду. Детёныши после рождения вскармливаются молоком, содержащим крайне много жира, и набирают при этом почти по два килограмма в день.
Сразу после рождения шкурка детёныша гренландского тюленя имеет желтовато-зеленоватый оттенок — результат воздействия околоплодной жидкости в материнской утробе. Поэтому новорождённых тюленят называют зеленцами. Весят они 9–10 кг, в длину достигают 92 см. Через несколько дней цвет шкурки меняется на белый. У тюленьего молодняка ещё не сформировался толстый жировой слой, и поэтому регуляция тепла происходит за счёт постоянного дрожания.
Решающее защитное значение в первые недели жизни имеет белая шерсть, которой покрываются детёныши, теперь именуемые бельками. Она состоит, как у белых медведей, из прозрачных полых волосков, пропускающих солнечные лучи прямо на чёрную кожу и согревающих её. Период вскармливания детёныша молоком продолжается около двух недель. После отвыкания от молока детёныши проводят ещё около 10 дней на льду, пока шерсть не выпадет и не заменится характерной серебристой окраской с чёрными узорами. Вскоре после того, как самка тюленя заканчивает кормить своего детёныша молоком и оставляет его одного, его белая шубка начинает линять. На стадии линьки детёныш тюленя зовётся хохлушей. Молодых особей после окончания линьки зовут серками.
Сразу после рождения детёнышей самки вновь оплодотворяются самцами. Срок беременности составляет около 11,5 месяца. В него входят и 4,5 месяца, в которые оплодотворённая яйцеклетка находится в «спячке» и не развивается.

## Беломорская популяция
На протяжении последних десятилетий на рубеже XX—XXI веков популяция гренландского тюленя в Белом море демонстрировала тенденцию к снижению как из-за добычи, так и по причине таяния льдов. Её численность составляла, по различным оценкам, от 200 до 300 тысяч особей.
В последние годы после введения ряда запретительных и ограничительных мер по части добычи и соответствующих правил судоходства в районах скопления гренландского тюленя его численность стабилизировалась на уровне 1 млн особей. Ежегодный приплод в Белом море составляет 300–350 тысяч детёнышей.
Белёк — детёныш (щенок) гренландского тюленя (Pagophilus groenlandicus). Роды происходят на льду. В Белом море щенные залёжки расположены вдали от берегов. У самок беломорской популяции детёныши появляются на свет в конце февраля — начале марта. Весь период щенения занимает не более 10 дней.
Несмотря на белый цвет волосяного покрова, визуально неотличимый от льда, детёныши-бельки очень хорошо распознаются на аэроснимках, сделанных в инфракрасной части спектра, поскольку все живые теплокровные животные излучают тепло. На снимках, сделанных в инфракрасном диапазоне, чётко различаются и взрослые звери, и детёныши. Математическая обработка аэрофотоснимков позволяет учесть всех тюленей по головам. Детёныши учитываются отдельно от взрослых. Благодаря введению ограничений промысла белька спад численности гренландского тюленя в Белом море был приостановлен.

### Хозяйственное значение
Гренландские тюлени составляют основу зверобойного промысла на европейском севере России — используется их жир, бельков добывают ради ценного меха. Численность гренландских тюленей вследствие неумеренного промысла в последние десятилетия сильно сократилась.
Основным объектом зверобойного промысла в Белом море является белёк. Главную ценность представляет шкурка белька, которая после обработки используется для изготовления тёплой одежды, прежде всего шапок. Используется также мясо гренландского тюленя.
В историческом плане промысел гренландского тюленя в Белом море испытывал периоды подъёма и спада. В послевоенные годы ежегодно добывалось от 200 тысяч до 300 тысяч голов — тюленей били ради мяса. В 1960-е годы добычу тюленей в СССР сократили до 20 тысяч голов, в конце 1970-х годов она увеличилась до 34 тысяч голов, став полностью меховой. В Белом море с 1979 года были введены «Мероприятия по организации плавания транспортных судов в Белом море в период лёжки гренландского тюленя и кольчатой нерпы», что снизило смертность животных на репродуктивных залёжках на ледовых полях и береговом припае.
В конце февраля 2009 года приказом Росрыболовства «О правилах рыболовства для Северного рыбохозяйственного бассейна» в России был введён полный запрет на добычу белька (детёныша гренландского тюленя в возрасте до 1 месяца), хохлуши (линяющий детёныш тюленя) и серки (детёныш возрастом до года) на всей акватории Белого моря.
В 2011 году Таможенный союз России, Белоруссии и Казахстана вслед за Евросоюзом ввел запрет на торговлю шкурами гренландского тюленя.
С 10 января 2013 года на территорию Таможенного союза запрещено ввозить изделия из шкур гренландского тюленя и детёнышей гренландского тюленя.

### Международное регулирование
Международные органы Организация по рыболовству в северо-западной части Атлантического океана (НАФО), Международный совет по использованию моря (ИКЕС) и Норвежский Институт морских исследований (IMR) осуществляют оценку популяции гренландского тюленя в различных регионах Арктики, на основании которой определяются квоты добычи для России, Канады, Гренландии и Норвегии.

## Гренландские тюлени в культуре
- Паро — терапевтический робот в виде детёныша гренландского тюленя, предназначенный для оказания успокаивающего эффекта и вызывания положительной эмоциональной реакции у пациентов больниц и домов престарелых.